# Geffri Maya Hightower
Geffri Maya Hightower ist eine US-amerikanische Schauspielerin, die vor allem durch ihre Rolle als Maya Bennett in der Fernsehserie Private Practice bekannt wurde. Bei ihren bisherigen Engagements im Fernsehbereich wurde sie auch unter den Namen Geffri Maya und Geffri Hightower gelistet.

## Leben und Karriere
Geffri Maya Hightower kam im Jahre 2006 zu ihrem Schauspieldebüt in einer namhaften Produktion. Dabei wurde sie in der zweiten Episode der ersten Staffel von Jericho – Der Anschlag in einer nur kleinen und unwesentlichen Rollen als Allison eingesetzt und erschien dabei nicht einmal im Abspann. 2007 wurde sie schließlich in den Cast der Fernsehserie Private Practice aufgenommen, wo sie fortan sporadisch in der Rolle der Maya Bennett, der Tochter von Naomi Bennett (gespielt von Audra McDonald) und Sam Bennett (Taye Diggs), zu sehen war. Dabei war sie ab der ersten Staffel bis hin zur Staffel 3 im Einsatz und kam dabei zu Gelegenheitsauftritten. Ihr größtes Engagement hatte sie dabei allerdings in der dritten Staffel, wo sie maßgeblich in die Storyline integriert war. So wurde sie in dieser Staffel als Schwangere dargestellt, die im weiteren Verlauf der Storyline den Vater ihres Kindes, Dink (Stephen Lunsford), heiratet. Im Laufe der Staffel wird sie, mit dem Geburtshelfer Dell, in einen Autounfall verwickelt, wobei Maya Bennett ihre darauffolgende Operation übersteht und etwa zur gleichen Zeit ihr Kind zur Welt bringt. Bis 2010 wurde Hightower in zwölf verschiedenen Episoden von Private Practice eingesetzt. Während ihrer Zeit beim Spin-off von Grey’s Anatomy wurde sie im Jahre 2008 für eine Episode auch in die Serie Alle hassen Chris geholt, wo sie in der 17. Folge der dritten Staffel als Latrinda zu sehen war.
In ihrem realen Leben besucht Hightower bis 2011 die Hamilton High School Academy of Music (Alexander Hamilton High School mit ihrer angeschlossenen Academy of Music) in Los Angeles. Danach hat sie die Möglichkeit an verschiedene Hochschulen zu gehen, entschied sich aber bereits für die Clark Atlanta University in Atlanta im US-Bundesstaat Georgia.

## Filmografie
- 2006: Jericho – Der Anschlag (Jericho) (1 Episode)
- 2007–2010: Private Practice (12 Episoden)
- 2008: Alle hassen Chris (Everybody Hates Chris) (1 Episode)